# العلاقات الفانواتية الفيتنامية
العلاقات الفانواتية الفيتنامية هي العلاقات الثنائية التي تجمع بين فانواتو وفيتنام.

## مقارنة بين البلدين
هذه مقارنة عامة ومرجعية للدولتين:
| وجه المقارنة                                              | فانواتو                                  | فيتنام           |
| --------------------------------------------------------- | ---------------------------------------- | ---------------- |
| المساحة (كم2)                                             | 12.19 ألف                                | 331.69 ألف       |
| عدد السكان (نسمة)                                         | 276.24 ألف                               | 94.66 مليون      |
| الكثافة السكانية (ن./كم²)                                 | 22.66                                    | 285.39           |
| العاصمة                                                   | بورت فيلا                                | هانوي            |
| اللغة الرسمية                                             | اللغة البسلاما، لغة فرنسية، لغة إنجليزية | اللغة الفيتنامية |
| العملة                                                    | فاتو فانواتي                             | دونغ فيتنامي     |
| الناتج المحلي الإجمالي (بليون دولار)                      | 862.88 مليون                             | 234.19 مليار     |
| الناتج المحلي الإجمالي (تعادل القوة الشرائية) بليون دولار | 790.76 مليون                             | 553.42 مليار     |
| الناتج المحلي الإجمالي الاسمي للفرد دولار أمريكي          | 2.81 ألف                                 | 2.48 ألف         |
| الناتج المحلي الإجمالي للفرد دولار أمريكي                 | 3.03 ألف                                 | 5.63 ألف         |
| مؤشر التنمية البشرية                                      | 0.594                                    | 0.666            |
| رمز المكالمات الدولي                                      | +678                                     | +84              |
| رمز الإنترنت                                              | .vu                                      | .vn              |
| المنطقة الزمنية                                           | ت ع م+11:00                              | ت ع م+07:00      |

## منظمات دولية مشتركة
يشترك البلدان في عضوية مجموعة من المنظمات الدولية، منها:
| علم المنظمة | اسم المنظمة                        | تاريخ انضمام فانواتو | تاريخ انضمام فيتنام |
| ----------- | ---------------------------------- | -------------------- | ------------------- |
|             | يونسكو                             | 10 فبراير 1994       | 6 يوليو 1951        |
|             | مؤسسة التمويل الدولية              | 28 سبتمبر 1981       | 4 أغسطس 1967        |
|             | بنك التنمية الآسيوي                | 1981                 | 1966                |
|             | منظمة حظر الأسلحة الكيميائية       | ?                    | ?                   |
|             | مؤسسة التنمية الدولية              | 28 سبتمبر 1981       | 24 سبتمبر 1960      |
|             | منظمة التجارة العالمية             | ?                    | 11 يناير 2007       |
|             | وكالة ضمان الاستثمار متعدد الأطراف | 27 يوليو 1988        | 5 أكتوبر 1994       |
|             | الاتحاد البريدي العالمي            | ?                    | ?                   |
|             | الاتحاد الدولي للاتصالات           | 30 مارس 1988         | 24 سبتمبر 1951      |
|             | الأمم المتحدة                      | 15 سبتمبر 1981       | 20 سبتمبر 1977      |
|             | البنك الدولي للإنشاء والتعمير      | 28 سبتمبر 1981       | 21 سبتمبر 1956      |
|             | المنظمة الهيدروغرافية الدولية      | ?                    | ?                   |

## وصلات خارجية
- موقع وزارة الخارجية الفيتنامية